# Daniel Didavi
Daniel Didavi (Nürtingen, 21 febbraio 1990) è un calciatore tedesco, centrocampista dell'Harthausen.

## Carriera

### Club
Nato a Nürtingen da madre tedesca e padre del Benin, fino al 2003 ha militato nelle giovanili del SPV 05 Nürtingen, gruppo sportivo della sua città natale nel land del Baden-Württemberg.
Nel 2003 passa nelle giovanili dello VfB Stoccarda e dopo aver partecipato ai vari campionati di categoria, il 30 agosto 2008 debutta nella seconda squadra dello Stoccarda, lo Stoccarda II che milita nella neonata Terza Liga Professionistica Tedesca, in una gara vinta 4-0 contro l'Eintracht Braunschweig, segnando 2 gol. Il 21 gennaio 2009 ha prolungato il suo contratto fino a giugno 2012.
Nella stagione 2010-2011 è stato promosso nella prima squadra ed ha partecipato anche alle partite del terzo turno della fase eliminatoria della UEFA Champions League contro il Molde FK. Il 29 agosto 2010 fa il suo debutto in Bundesliga contro il Borussia Dortmund.

### Nazionale
Conta 5 presenze nella nazionale tedesca Under-21.